# Eduardo Sobrado
Eduardo Sobrado Vázquez, conocido deportivamente como Sobrado y en sus primeros años como Yayo (Madrid, Comunidad de Madrid, España, 20 de abril de 1926 - Sevilla, 1 de junio de 2001), fue un futbolista español. Jugaba de centrocampista.

## Trayectoria
- Torrijos
- Pacífico
- Ferroviaria
- Toledo
- O'Donnell
- Daimiel
- 1945-46 Club Deportivo Manchego
- 1946-48 Gimnástica Segoviana
- 1948-51 Real Club Celta de Vigo
- 1951-54 Real Madrid
- 1954-55 Racing de Santander
- 1955-58 Real Betis Balompié

## Selección nacional
Fue una vez internacional con España. Debutó en Estocolmo el 17 de junio de 1951 contra Suecia.